# Midmar
Der Steinkreis von Midmar (auch Midmar Kirk oder Christchurch genannt) liegt in Grampian sechs Kilometer westlich von Echt, einem Dorf in Aberdeenshire in Schottland. Midmar ist ein Steinkreis vom Typ Recumbent Stone Circle (RSC). Merkmal der RSC ist ein „liegender Stein“ begleitet von zwei stehenden, hohen, oft spitz zulaufenden „Flankensteinen“, die sich innerhalb des Kreises oder nahe dem Kreis befinden. Bei Steinkreisen dieser Art liegt der kleinste Stein gegenüber dem hier mit 4,5 m besonders langen, ruhenden Stein, der offenbar ein Altar war. Die Höhe der Steine nimmt von den beiden spitzen, hier 2,5 m hohe Begleitern des ruhenden Steines aus, in beide Richtungen ab. In Midmar ist diese Regel durchbrochen. Offenbar wurden einige der ursprünglich acht Steine regellos versetzt.
Hinter der einfachen, im Jahre 1787 errichteten Christuskirche liegt auf einer Rasenfläche des Kirchhofs ein fast vollständiger Recumbent Stone Circle von 17 m Durchmesser aus der Bronzezeit. Der zentrale Cairn wurde bei der Gestaltung der Rasenfläche entfernt. Der aus lokalem Gestein vom „Hill of Farr“ errichtete Kreis ist im Volksmund als „The Druids“ bekannt. Es ist neben Cullerlie und Sunhoney einer von drei gleichartigen Steinkreisen in unmittelbarer Nähe. Einer der Steine des Kreises wird vermisst. Er wurde anscheinend in das Fundament des Vorgängerbaus der Kirche, der St.-Nidans-Kapelle, eingebaut.

## The Balblair Stone

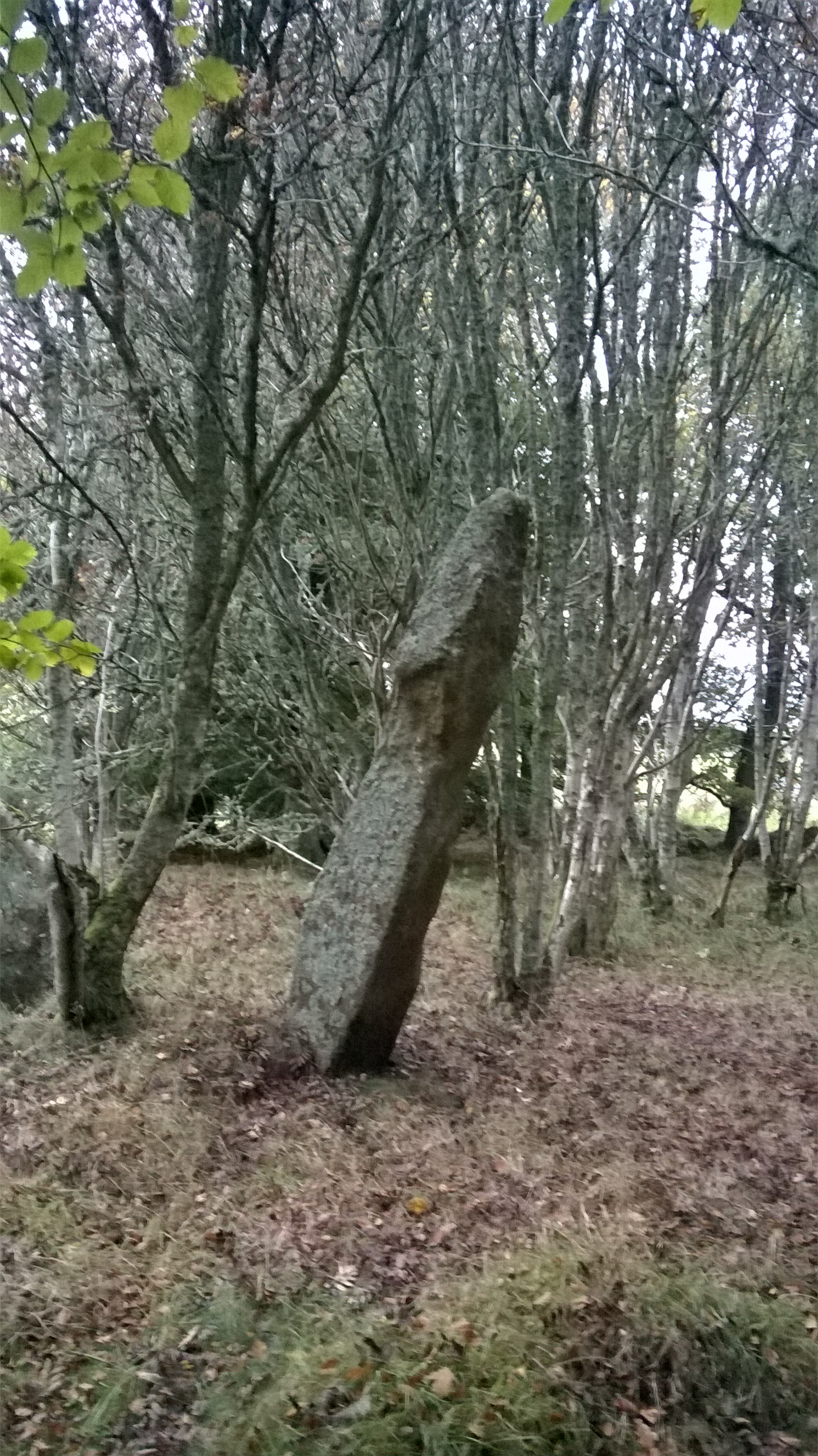
Balblair Stone

Der Menhir von Midmar Kirk Nord (auch „The Balblair Stone“) ist ein großer und schlanker Standing Stone. Er steht etwas geneigt etwa 100 Meter nördlich der Midmar Kirk in einem kleinen Wald und hat eine deutlich phallische Form. In der Nähe liegt das mittelalterliche Midmar Castle. Die Platte scheint ursprünglich ein prähistorischer Menhir gewesen zu sein, in den eine Anzahl Schälchen eingraviert wurden. In der Piktenzeit wurde ein „eindrucksvoller Mann“ eingeschnitten, der im Profil nach rechts gehend mit einer hervorstehenden Nase und Kinn dargestellt wurde. Er trägt eine kurze Tunika mit einem Band am Saum. einen Gürtel um die Taille und eine Keule in der rechten Hand.

## Die Steinkreise am River Dee
Die Steinkreise von Deeside bilden eine Gruppe von Recumbent Stone Circle (RSC). Ungefähr 100 von ihnen wurden zwischen 2500 und 1500 v. Chr. in Aberdeenshire errichtet. Die Ensembles der „ruhenden Steine“ liegen in der Regel im Südosten und (normalerweise) auf dem Ringverlauf.